# زیراکس
زیراکس کورپوریشن (به انگلیسی: Xerox Corporation) یک شرکت فناوری چندملیتی آمریکایی است که در زمینه طراحی، توسعهٔ فناوری و تولید دامنهٔ گسترده‌ای از چاپگرهای لیزری، چاپگرهای جوهرافشان، تجهیزات اداری، سامانه‌های چندمنظوره، پروژکتورها، اسکنرها، دستگاه‌های فتوکپی و چاپ دیجیتال فعالیت می‌کند. این کورپوریشن در سال ۱۹۰۶ میلادی توسط جوزف سی. ویلسون تأسیس شده است.

## نگارخانه

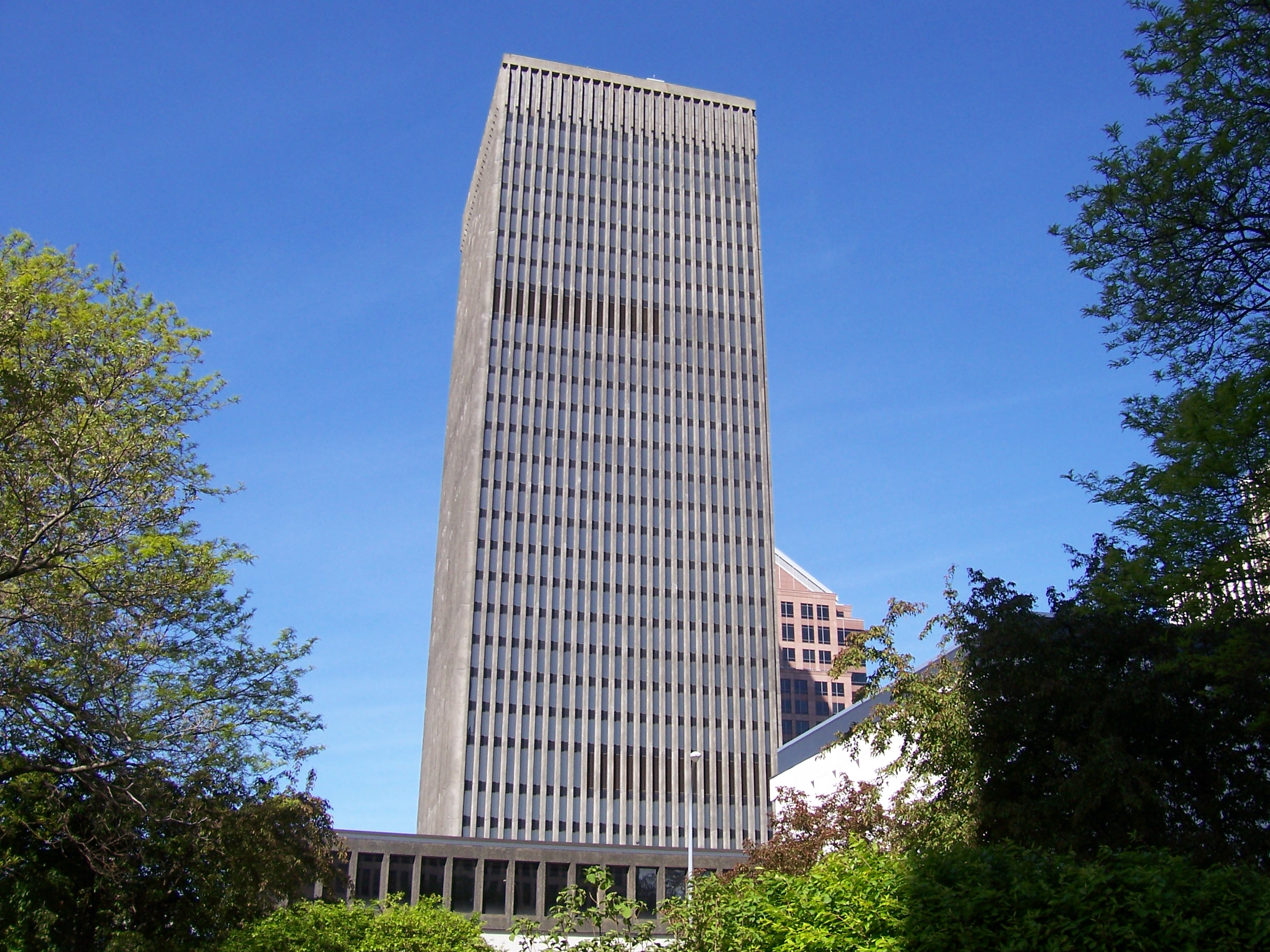
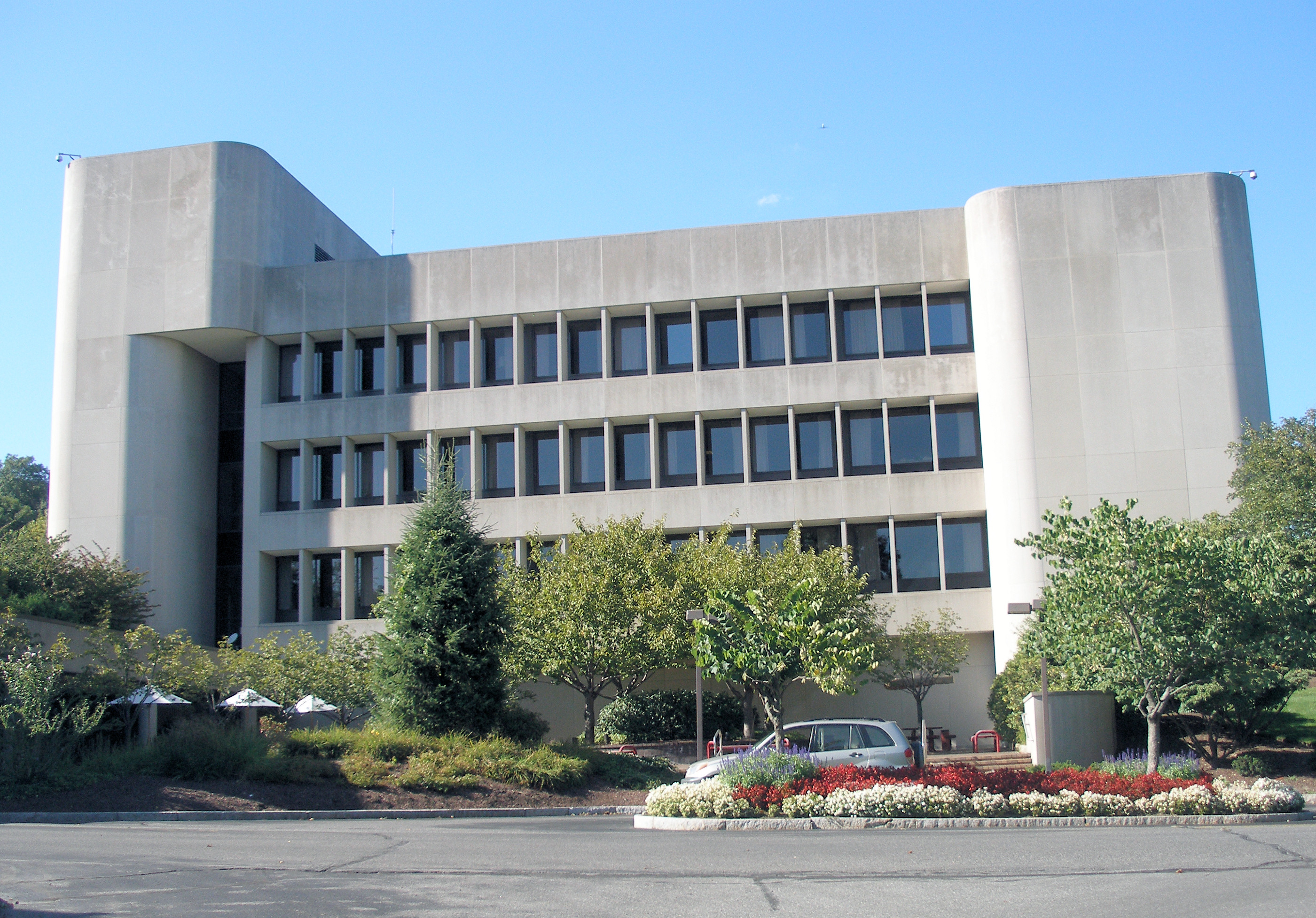
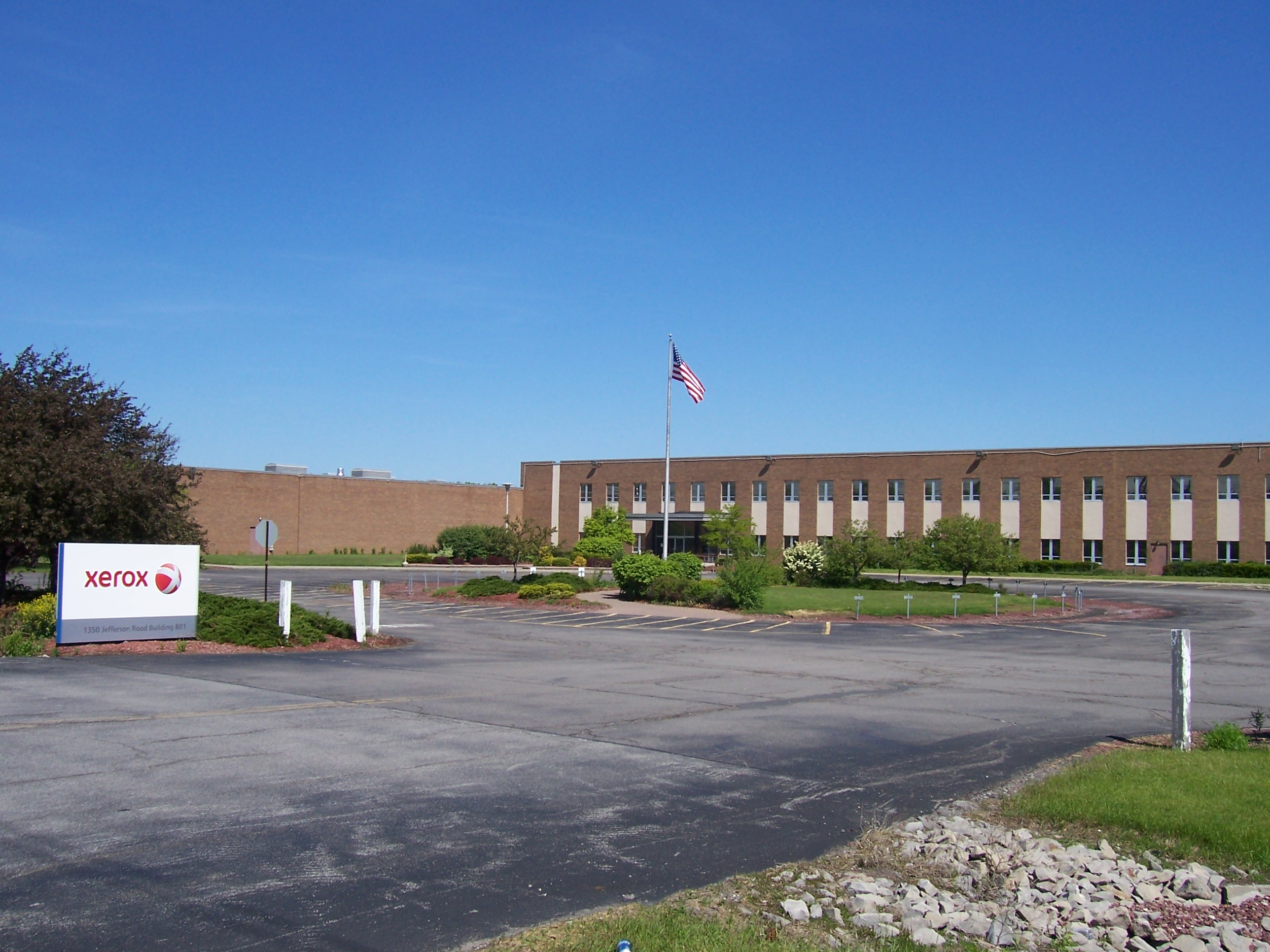

## اپل، مایکروسافت یا زیراکس پارک: رابط گرافیکی کاربر را چه کسی توسعه داد؟
اینکه چه کسی خالق اولیه رابط گرافیکی کاربر بوده، همواره یکی از موضوعات مناقشه بین استیو جابز و بیل گیتس بوده است. استیو جابز عقیده داشت که نخستین‌بار، این اپل بوده که از چنین رابط کاربری‌ در سیستم‌عامل مکینتاش استفاده کرده و بیل‌ گیتس با کپی‌برداری آشکار از نوآوری اپل و استفاده آن در ویندوز، جایگاه این سیستم‌عامل را ارتقاء داده است. این ماجرا آنقدر بالا گرفت که کار به شکایت و دادگاه کشیده شد؛ با این وجود، استیو جابز نتوانست در این دادگاه ادعای خود را ثابت کند و بیل گیتس و شرکتش، از این اتهام تبرئه شدند.
حال پس از گذشت سال‌ها از این قضیه، موضوعِ کپی‌برداری از رابط گرافیکی کاربر، همواره یکی از مناقشات اصلی بین طرفداران اپل و مایکروسافت بوده و هست؛ اما بر خلاف تصور عمومِ افراد، مبتکر چنین راه‌کاری، شرکتی غیر از اپل و مایکروسافت بود.
اگر کتاب «استیو جابز» به قلم والتر ایزاکسون را مورد مطالعه قرار داده باشید؛ مسلماً نام شرکت زیراکس «Xerox» به گوشتان خورده است. این شرکت که بیشتر در صنعت چاپ فعالیت می‌کرد، در سال ۱۹۵۹ میلادی با معرفی اولین ماشینِ چاپِ قابل‌اعتماد به صورت تجاری، توانست به پیشرفت خیره‌کننده‌ای در درآمد‌های خود دست پیدا کند. پس از گذشت یک دهه از این اتفاق، نزدیک به ۸۵ درصد سهمِ ماشین‌های چاپ در ایالات‌ متحده متعلق به این شرکت بود؛ با این حال، مدت زمانِ پتنتِ زیراکس به پایان رسید و شرکت‌های ژاپنی مانند Cannon، با تولید نسخه‌های ارزان‌قیمت‌ِ ماشین‌های چاپ، توانستند سود این شرکت را به شدت کاهش دهند. حال تیم مدیریتی زیراکس با چالشی جدی مواجه شده بود و باید برای مقابله با آن راهکاری می‌اندیشید. در همین راستا، مدیریت زیراکس، به جَک گلدمن که در آن زمان دانشمند ارشد این شرکت بود، چکی سفید داد تا با توسعه‌ی فناوری‌های نوین، دوباره این شرکت را به شرایط آرمانی پیشینِ خود بازگرداند. در سال ۱۹۷۰، گلدمن مرکز تحقیقات پالو آلتو را تأسیس کرد که از آن به‌صورت مختصر با نام «PARC» یاد می‌شود. در این مرکز، نوابغ فعال در حوزه‌ی علوم کامپیوتر گرد هم آمده بودند.
یکی از افرادی که در مرکز قرار داشت و بعدها شرکت ادوبی را پایه‌گذاری کرد، درباره‌ی جوِ حاکم بر آن‌جا می‌گوید:

در آن‌جا آزادی اندیشه‌ی کاملی برقرار بود. تقریباً هر ایده‌ای آمادگی مواجهه با چالش‌ها را داشت و مرتباً نیز به چالش کشیده می‌شد.
در این محیطِ نوآور، پژوهشگران این امکان را داشتند تا روی ساخت تکنولوژی‌های رایانه‌‌محورِ پیشگامانه، مانند ماوس، شبکه اترنت و از همه مهم‌تر، رابط گرافیکی کاربر، فعالیت کنند.
با این وجود، یک مشکل وجود داشت؛ تیم مدیریتی زیراکس تنها خواستار تمرکز تیم PARC بر حوزه‌ی چاپگرها بود؛ اما این تیم پا پس نکشید و پس از مدت‌ها تلاش، بالأخره مؤفق به ساخت دستگاهی شد که به‌تنهایی، بارِ تمامِ نوآوری‌های زیراکس را به دوش می‌کشید.